# بانک اعتباری مسکو
بانک اعتباری مسکو (روسی: Московский кредитный банк) شرکت خدمات مالی و بانکداری روسی است، که در سال ۱۹۹۲ تأسیس شد.